# Timur Arslanov
Timur Faritovič Arslanov (in russo Тимур Фаритович Арсланов?; Ufa, 2 gennaio 1991) è uno schermidore russo, specializzato nel fioretto.

## Palmarès
- Mondiali

Wuxi 2018: bronzo nel fioretto a squadre.
- Europei

Tbilisi 2017: argento nel fioretto a squadre.
Novi Sad 2018: oro nel fioretto a squadre.
- Giochi europei

Baku 2015: argento nel fioretto individuale e bronzo nel fioretto a squadre.